# Pałac w Wielowsi
Pałac w Wielowsi (niem.  Schloss des Herrn v. Frankenberg-Lüllwitz Bielwiese) – pałac z XVIII wieku we wsi Wielowieś w powiecie lubińskim, w województwie dolnośląskim, zachowany w stanie ruiny.

## Opis
Piętrowy pałac zbudowany w 1727 na planie prostokąta przez Christopha Gotharda von Kreckwitza. W 1912 r. kryty czterospadowym dachem mansardowym z lukarnami, z dwupiętrowym pseudoryzalitem zwieńczonym półokrągłym frontonem w kształcie circulaire z dwoma kartuszami z herbami rodzin: von Frankenberg (po lewej) właścicieli około 1830 r. i von Lüttwitz, właścicieli po 1830 r.(po prawej). Obecnie w ruinie.
Zespół pałacowy: pałac, oficyna mieszkalno-gospodarcza oraz park krajobrazowy zostały wpisane do gminnej ewidencji zabytków gminy Ścinawa.

## Galeria

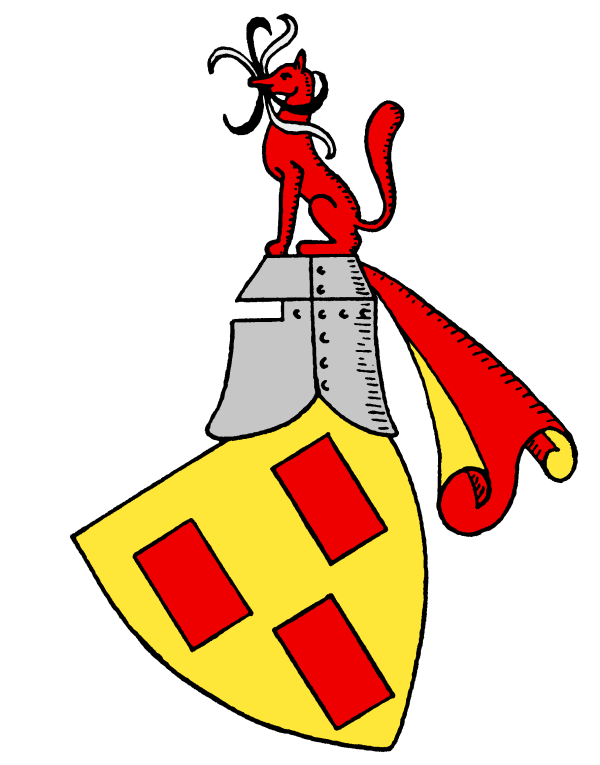
Herb rodziny von Frankenberg
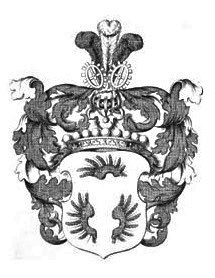
Herb rodziny von Lüttwitz